# Paul Martin (Fotograf)

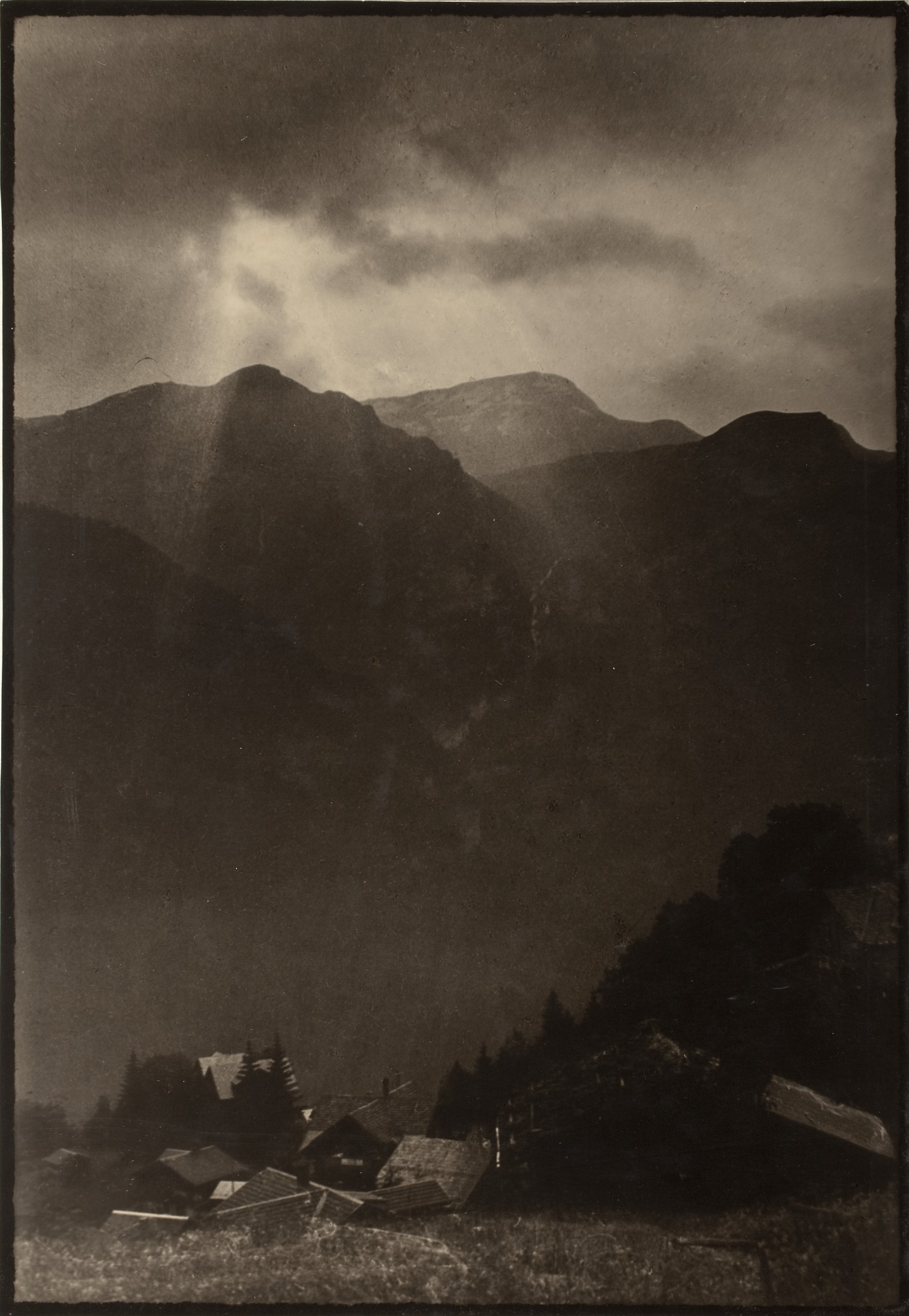
The Passing Storm um 1890

Paul Augustus Martin (* 16. April 1864 in Herbeuville; † 7. Juli 1944 in London) war ein englischer Fotograf französischer Herkunft.

## Leben und Wirken
Paul Augustus Martin wurde am 16. April 1864 als Sohn eines französischen Bauern geboren. Während des Deutsch-Französischen Kriegs wanderte die Familie aus Elsass-Lothringen nach England aus. Dort besuchte er von 1873 bis 1878 eine englische Schule. 1878 kehrte die Familie nach Frankreich zurück, wo er 1880 an der École Gosserez in Châlons-sur-Marne seine Schulzeit beendete. Anschließend durchlief er eine Lehre als Graveur.
Er kehrte nach London zurück und startete seine berufliche Karriere an der Fleetstreet, wo er Fotografien mit den Mitteln des Holzstichs für die Reproduktion in der Presse bearbeitete. Das war sein erster Kontakt mit dem neuen Medium Fotografie. 1884 kaufte er seine erste Kamera, eine Trockenplatte-Kamera. Er lernte autodidaktisch das Fotografieren nach Artikeln in Fachjournalen und in Zusammenarbeit mit örtlichen Hobbygruppen. Die Kamera, mit der er vorzugsweise arbeitete, war eine Fallowfield Facile, auch genannt detective camera, eine handliche Trockenplatte-Kamera, mit der man bis zu zwölf Bilder aufnehmen konnte, die in einem Holzkasten oder einer Tasche leicht transportabel war und nur 1,8 kg wog. In seinem Buch „Victorian Snapshots“ beschreibt Martin den Mechanismus seiner Kamera, und wie er mit ihr arbeitete. Er fotografierte mit der Kamera, die er in Papier eingewickelt unter dem Arm trug, die Fotos sind daher aus einer leichten Untersicht fotografiert, so dass sie wirken wie aus der Blickhöhe eines Kindes aufgenommen. Seine Motive fand er vor allem auf den Straßen Londons und am Strand.
Nach seinen frühen Erfolgen erhielt Martin ein Angebot von George Davison, für Eastman Kodak (UK) zu arbeiten. Er lehnte das Angebot ab und gründete stattdessen mit Henry Gordon Dorrett (1870–1958) ein eigenes Atelier unter dem Namen „Dorrett & Martin and Athol Studios“, produzierte die üblichen Porträtfotos, war aber auch einer der ersten auf Pressefotografie spezialisiertes Studios. 1926 schloss er sein Atelier. Seine Glasnegative konnte er verkaufen, u. a. an den Sammler Helmut Gernsheim.
Martin gehörte von 1893 bis 1909 dem Linked Ring an, einer Vereinigung von Fotografen, die sich der Entwicklung der Fotografie zum künstlerischen Ausdrucksmittel verpflichtet fühlte. Am 7. Juli 1944 starb Paul Martin in London.

## Werk

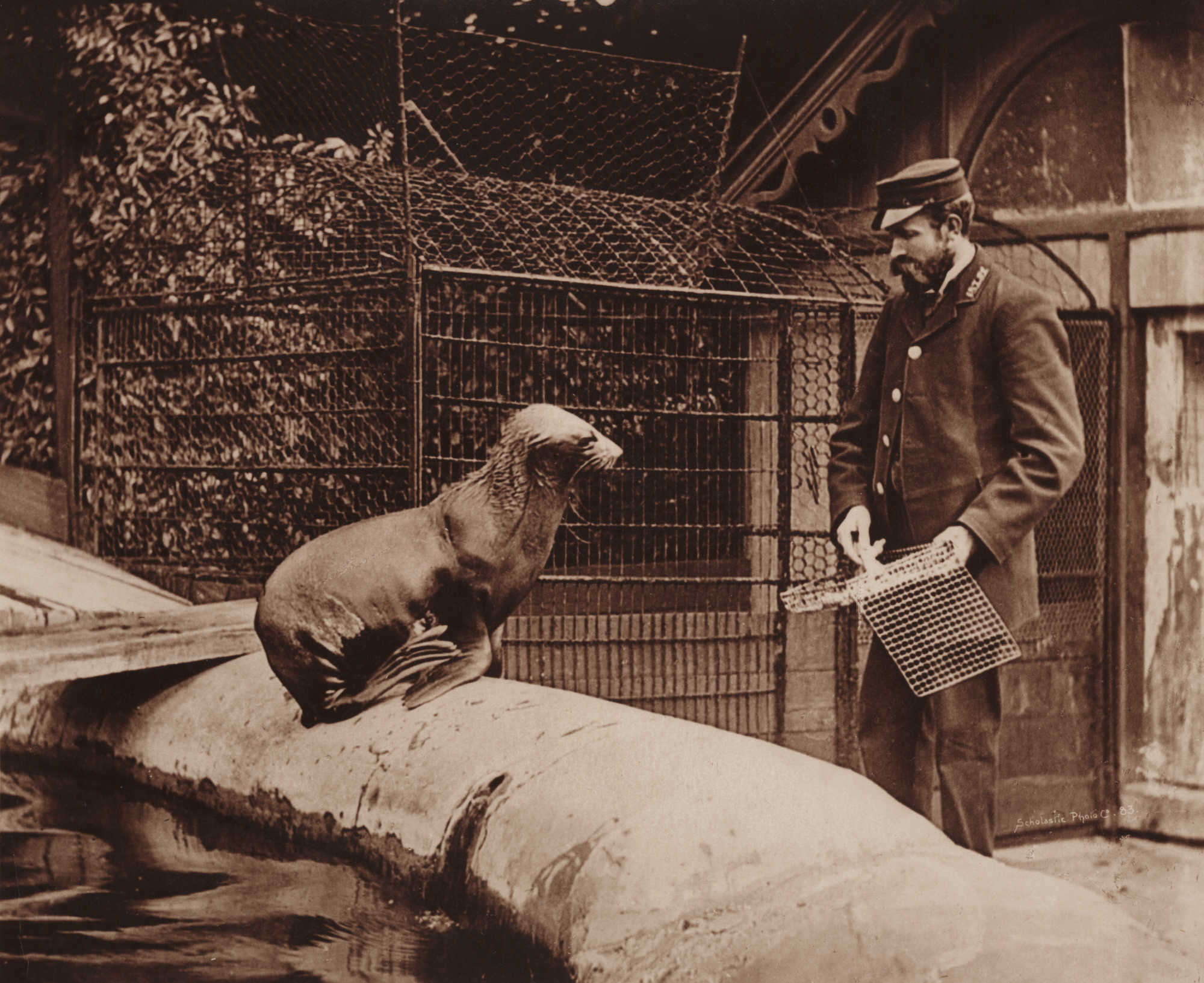
A Zoo Study, 1898

Paul Martins Fotografien sind „echte Schnappschüsse“. Er versuchte, seine Umgebung authentisch einzufangen. Dafür modifizierte er seine Kamera. Er dämpfte das Geräusch des Auslösers und veränderte das Aussehen seiner Kamera so, dass sie einem Bücherstapel ähnelte, den er mit sich herumtrug. Dadurch konnte er sich mit seiner Kamera unauffällig in der Menge bewegen und die Augenblicke festhalten.
Neben den Schnappschüssen ist auch der Aufnahmezeitpunkt von Martins Werken charakteristisch. Er fotografierte bei verschiedenen Witterungsverhältnissen: bei strömendem Regen nachts, im Schneesturm und bei Mondlicht.

## Rezeption
Paul Martins Fotografien wurden mehrfach ausgezeichnet. 1895 und 1896 wurde seine Fotoserie London by Gaslight mit der Goldmedaille der Royal Photographic Society ausgezeichnet.
2007 zeigte die Londoner Tate Fotos von Paul Martin innerhalb ihrer Ausstellung „How we are: photographing Britain, from the 1840s to the present“.

## Publikationen
- Paul Martin: Victorian Snapshots. The Birth of Candid Photography. With an Introduction by Charles Harvard. Country Life, London, 1939.